# La Conversion d'Irma
Pour plus de détails, voir Fiche technique et Distribution.
La Conversion d'Irma est un film muet français réalisé par Louis Feuillade tourné en 1912 et sorti en 1913.

## Fiche technique
- Titre : La Conversion d'Irma
- Réalisation : Louis Feuillade
- Scénario : Louis Feuillade
- Société de production : Société des Établissements L. Gaumont
- Société de distribution : Comptoir Ciné-Location (CCL)
- Pays de production :  France
- Langue : film muet avec les intertitres en français
- Format : Noir et blanc — 35 mm — 1,33:1 — Muet
- Métrage : 412 m
- Genre :
- Durée : 13 minutes 40
- Date de sortie : 
  - France : 17 janvier 1913

## Distribution
- Yvette Andréyor
- André Luguet
- Marguerite Lavigne